# Vigili e vigilesse
Vigili e vigilesse è un film italiano del 1982 diretto da Franco Prosperi.
Stella Carnacina, che nella pellicola interpreta il personaggio di Annetta, lo definì "un film abbastanza stupidino, di cassetta".

## Trama
Un gruppo di poliziotti e poliziotte di diversi comuni sono a Roma per seguire un corso che li porterà in un viaggio studio a Londra.